# Aaron Sams
Aaron Sams és un dels creadors del model educacional "classe inversa" (en anglès, flipped classroom), el qual consisteix a intercanviar algunes explicacions de classe per vídeos perquè els mestres puguin dedicar un major temps de la classe a activitats interactives i assessories. Al principi, Sams va desenvolupar aquesta idea juntament amb el seu company, el professor de química, Jonathan Bergmann a l'escola preparatòria Woodland Park High School per ajudar els estudiants que s'havien retardat. No obstant això, aquesta idea va fructificar convertint-se en un canvi revolucionari per a l'estructuració de classes. La popularitat dels vídeos en línia amb alumnes tant dins com fora de les classes, li va donar a Sams l'oportunitat de parlar en conferències sobre aquest model i ensenyar-li-ho a altres mestres perquè ho implementessin a les seves escoles. Sams també va ser guardonat pel seu treball en el 2009 amb el Premi Presidencial d'Excel·lència per l'ensenyament en Ciències i Matemàtiques (en anglès, Presidential Award for Excellence in Math and Science Teaching, PAEMST).

## Biografia
Sams es va graduar en Bioquímica a la Universitat de Biola' i va obtenir el seu mestratge en Pedagogia en la mateixa institució. Va començar a ensenyar l'any 2000, primer a l'escola preparatòria Els Alts' en Rowland Heights, Califòrnia i després a l'escola preparatòria Woodland Park High School en Woodland Park (Colorado). Va ser aquí on va conèixer al seu company de treball i amic Jonathan Bergmann amb qui va començar en 2006 a desenvolupar el model educatiu "classe inversa".{ Tots dos, Sams i Bergmann comparteixen filosofies d'ensenyament similars i això va facilitar la seva mútua col·laboració en el projecte.
Des que Sams va començar a treballar en Woodland Park High School, va treballar també a la vegada en el Comitè Estatal de Revisón d'Estàndards de Colorado (en anglès, State Science Standards Revision Committee). Temps després, Sams va aconseguir obtenir la posició de Director en la secció d'aprenentatge digital en el Seminari Presbiterià Teològic de Pittsburgh.
Actualment, és fundador de Sams Learning Designs, LLC, Turn About Learning LLC, i la xarxa organizacional Flipped Learning Network. També és soci a la Universitat de Saint Vincent en Latrobe (Pennsilvània), i funge com a conseller per TED-Ed.

## Aprenentatge Invers

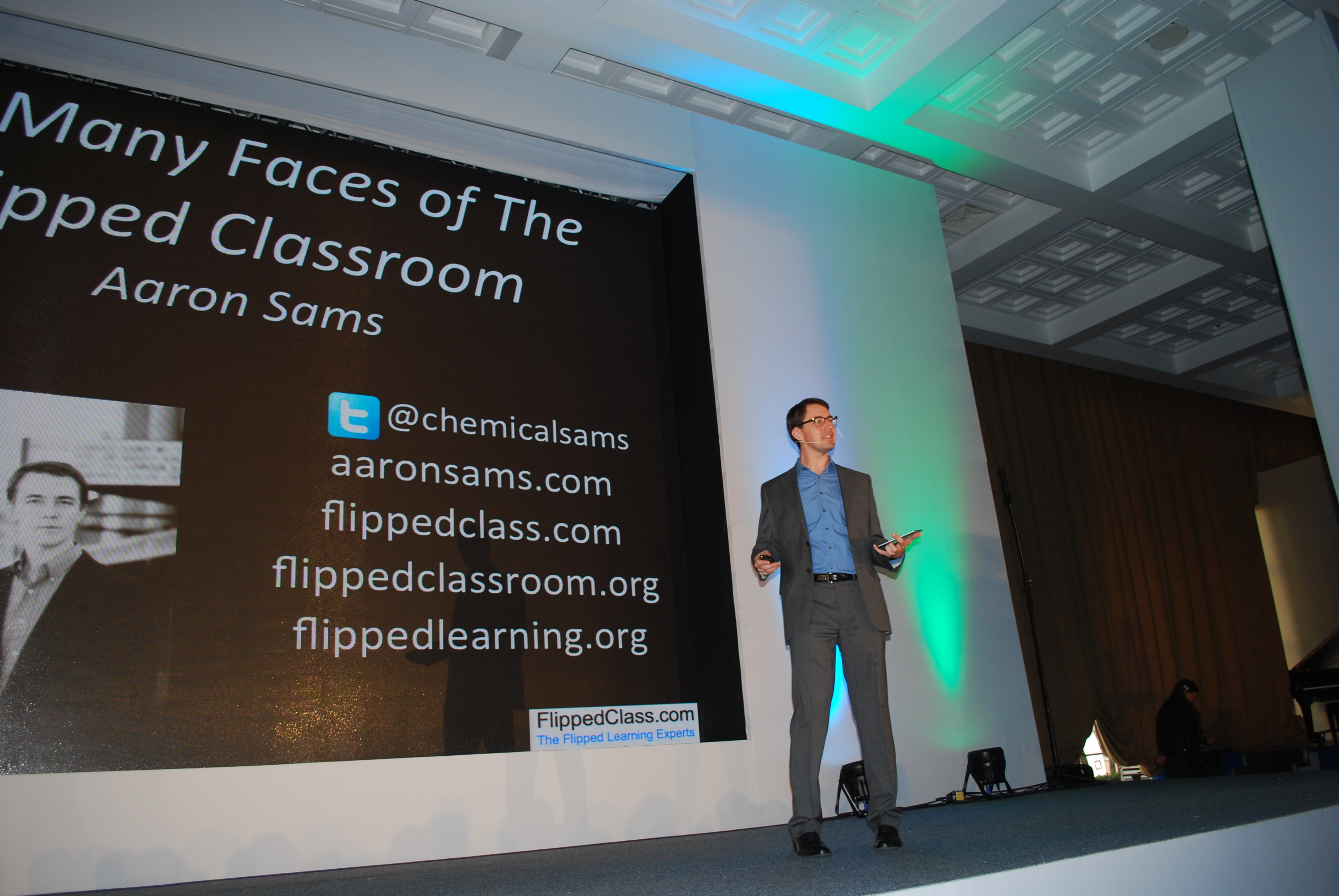
Aaron Sams presentant el seu model educatiu en l'1.er Congrés Internacional d'Educació Innovativa en l'Institut Tecnològic i d'Estudis Superiors de Monterrey, en la Ciutat de Mèxic, Mèxic, D.F.

El model educacional «classe inversa» té com a objectiu limitar i reduir el temps invertit en les conferències de classe mitjançant l'ús de vídeos perquè d'aquesta forma el temps de classe pugui ser aprofitat per a activitats més interactives.
Aaron va trobar un article en una revista sobre tecnologia que parlava sobre un programari per gravar notes de veu en Power Point i encara més interessant, un programari per realitzar vídeos i distribuir-los en línia. En aquest moment, els vídeos en línia encara eren una cosa nova però tots dos, Aaron i Jonathan van pensar que seria una bona idea ajudar els estudiants que faltessin a classe, necessitessin ajuda extra i assessories i especialment, a aquells estudiants que perdessin molt de temps en el trajecte i transport de l'escola a casa seva i a l'inrevés. Per a això, tots dos van començar a gravar les seves classes en temps real amb ajuda de programaris per capturar pantalles i van publicar les seves classes a Internet de manera que els estudiants poguessin reproduir les seves classes en ordinadors o bé, descarregar els vídeos i veure'ls en els seus iPods o dispositius mòbils. Això també els va permetre dirigir als seus estudiants amb faltes, dubtes i preguntes als vídeos en comptes d'haver de donar l'explicació d'algun tema de classe de nou compte. Aviat es van adonar que aquest mètode li servia als alumnes per repassar i estudiar abans dels exàmens.
Comptat i debatut, va ser idea de Sams gravar tots els temes de classe en un vídeo i dedicar la classe per resoldre dubtes i preguntes, així com resoldre exercicis i realitzar activitats pràctiques, accions en les quals es basa la idea central del model educatiu 'aprenentatge invers'. Tots dos professors van aplicar aquest model per a la generació 2007-2008 de la seva escola per a tots els estudiants de química. Així va ser com en temps de classe es va convertir en temps de «treball amb estudiants» en àrees que involucressin major dificultat o en activitats pràctiques com a laboratoris.
Sams i Bergmann van començar també a rebre correus electrònics de persones fora de la seva institució que veien els seus vídeos per Internet, i això els portà a expandir més la seva xarxa de vídeos col·laborant amb altres professors dels Estats Units, també mestres en química i matemàtiques. La primera presentació d'aquest model va ser en Cañon City, Colorado la qual els va obrir les portes per a una entrevista a la televisió local.
Des de llavors, Sams ha estat parlant en conferències i ha ensenyat a altres professors en escoles, districtes i universitats en diverses parts dels Estats Units, Canadà i Europa perquè tots ells puguin implementar aquest model educatiu. A part, Sams no pren crèdit pel terme «aprenentatge invers», ja que ell diu que ni ell ni el seu amic Bergmann van inventar el nom, sinó que el terme va aparèixer en els mitjans.
Sams creu ferventment en l'aprenentatge integral i que per a això, els alumnes deuen tenir centres d'aprenentatge dissenyats per exhortar-los a aprendre, estudiar i entendre en formes que siguin significatives per a ells. Sams enumera quatre elements que les classes acoblades al model educacional "classe inversa" deuen posseir: flexibilitat, per permetre'ls als estudiants quan i on aprendre; una cultura d'aprenentatge, on els estudiants participin activament; optimització del temps en classe i un sistema que constantment observi, promogui i s'encarregui de donar retroalimentació. Segons Sams, “els estudiants poden portar amb si mateixos i a tots costats els vídeos i poden repassar, estudiar o simplement reproduir-los quan ho desitgin, des d'un autobús escolar, fins en partits de futbol. Normalment, els estudiants prenen la classe i no tenen un botó de pausa per aturar als seus mestres al moment en el qual no entenen alguna cosa. D'aquesta manera, els estudiants poden pausar el vídeo, formular les seves preguntes i arribar preparats per a la classe". També, això ajuda al fet que els alumnes prenguin la classe al seu propi ritme i no els permet avançar amb la classe fins que no hagin dominat els conceptes actuals.
Aaron Sams ha treballat amb altres professors que s'han interessat a implementar el model "aprenentatge invers" a les seves classes, especialment amb professors de llengües estrangeres a els qui els ha impartit tallers per ensenyar-los com realitzar vídeos interactius per a les seves classes i altres aspectes del mateix model. Ell normalment parla i imparteix tallers sobre els usos educacionals dels screencasts.

## Reconeixements
Sams va rebre en el 2009 el Premi Presidencial d'Excel·lència per l'ensenyament en Ciències i Matemàtiques, el reconeixement més important per a mestres K-12 als Estats Units.

## Publicacions
- Aprendizaje Invertido: La puerta para el compromiso estudiantil. (2014)
- Apredizaje Invertido: Conenta con cada estudiante en cada clase todos los días. (2012)